# グラハム・クラッカー
グラハム・クラッカー（英語: graham cracker, [ˈɡreɪ.əm]/[ˈɡræm]）とは、グラハム粉を原料とする甘い風味のクラッカーであり、19世紀半ばにアメリカ合衆国で考案され、1880年ごろから販路が拡大された。通常は蜂蜜、またはシナモンの風味が加えられており、スナックとして食べられるほか、チーズケーキの土台やパイの生地など一部の料理の材料にも使われる。

## 歴史
グラハム・クラッカーは19世紀の禁酒運動に参加したシルベスター・グラハムの説教から着想を得て作られた。彼は自慰行為の禁止を含めたあらゆる種類の快楽と刺激を最小限に抑え、併せて家庭で粗挽きした小麦から作るパンを中心とする菜食中心の食事制限を行うことが、神が人間に意図した生活であり、この自然法則に従うことで人間は健康を維持できると信じていた。目標の達成に向けて、グラハムは世界初のグラハム・ウエハースを販売した。ウエハースは味気がなく、ふるいにかけられていない小麦粉を使った、グラハム自身が焼き上げたものだった。
砂糖が使用されていないウエハースは、グラハムが提唱する食事法の重要な要素だった。グラハムの説教は1826年から1837年にかけて起きたコレラの大流行の最中に広く取り上げられた。彼の信奉者たちはグラハム派と呼ばれ、アメリカにおける最初のベジタリアン運動の一つを形成し、グラハム粉、グラハム・クラッカー、グラハム・ブレッドは彼らのために作られたが、グラハム自身がこれらの食品を発明したわけでもなく、利益を得てもいない。

## 製造法
初期のグラハム・クラッカーの主な材料はグラハム粉、油、ショートニングもしくはラード、糖蜜、食塩だった。1898年にナショナル・ビスケット・カンパニーが初めてグラハム・クラッカーの大量生産を行い、それ以来グラハム・クラッカーはアメリカで大量生産される食品となる。1910年代初頭から、ルース・ウィルズ・ビスケット・カンパニーもグラハム・クラッカーの大量生産を開始し、現在もアメリカで大量生産されている。
以前は大量生産されたグラハム・クラッカーは通常イーストで発酵させた生地から作られ、発酵の過程で食品に風味が加えられていたが、現代の大量生産の工程では発酵は通常省略される。また、生地を焼き上げる時に起きる膨張や破損を防ぐために、引き伸ばす前の生地を寝かせることがある。

## 菓子の材料として
グラハム・クラッカーを砕いた欠片はフルーツ・パイやムーン・パイに使うグラハム・クラッカー・クラストや、チーズケーキの土台、層、トッピングに使われる。グラハム・クラッカー・クラストとは、砕いたグラハム・クラッカーから作るパイの生地部分であり、通常はバターか植物油を材料として固められるが、砂糖が使われることもあり、パイ王として知られ、シフォン・パイの考案者でもあるモンロー・ボストン・ストラウスが考案者とされている。アメリカではグラハム・クラッカー・クラストは大量生産されており、通常は調理済みのクラストを使い捨てのアルミ製のパイ皿に押し込んだものとなっている。
グラハム・クラッカーはマシュマロとチョコレートを使ったスモアの材料にもなり、フィリピンのアイスボックスケーキであるマンゴー・フロートにも使われる。

## ギャラリー

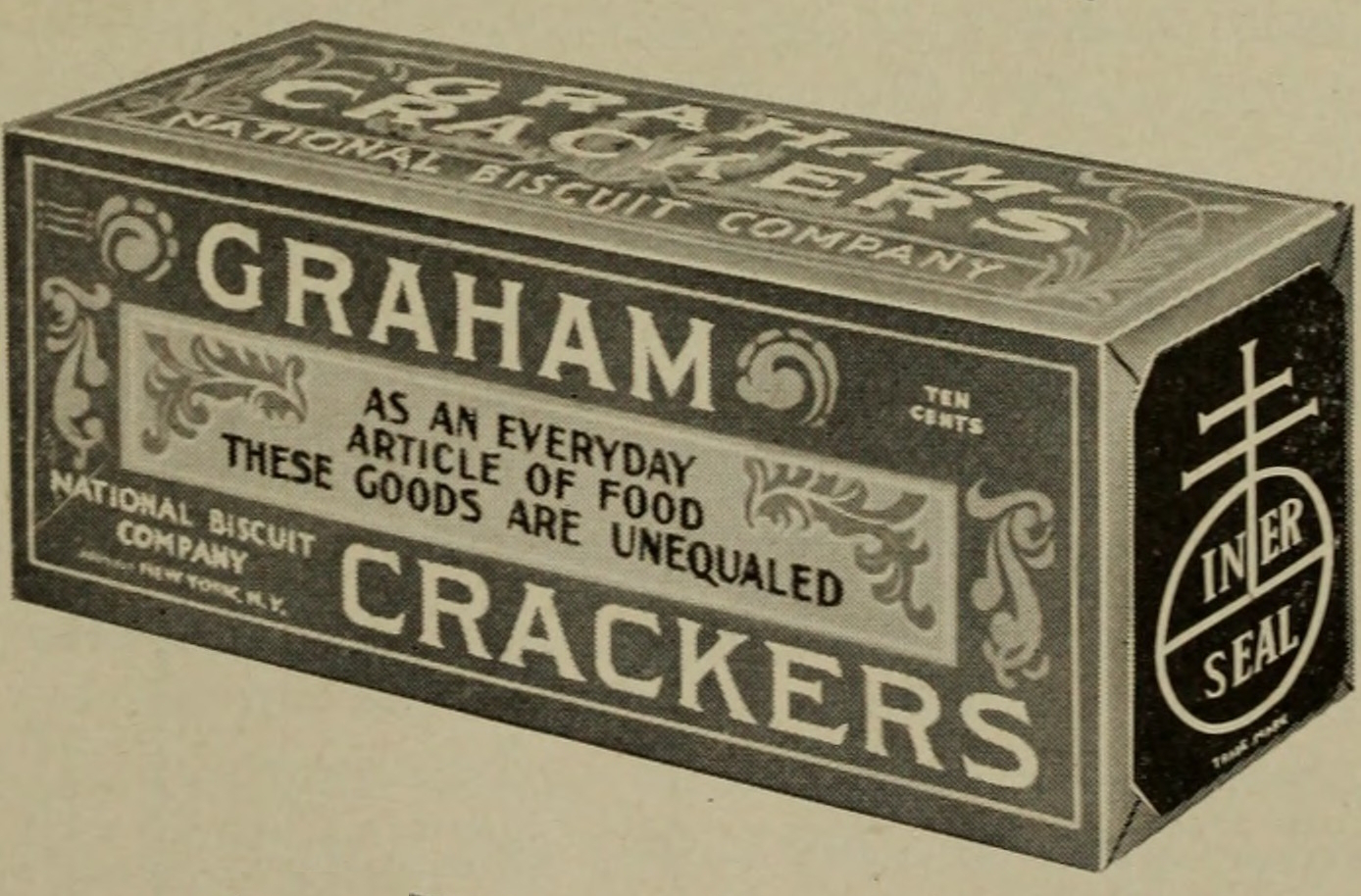
ナショナル・ビスケット・カンパニー製のグラハム・クラッカーの箱。1915年ごろの価格は10セントだった
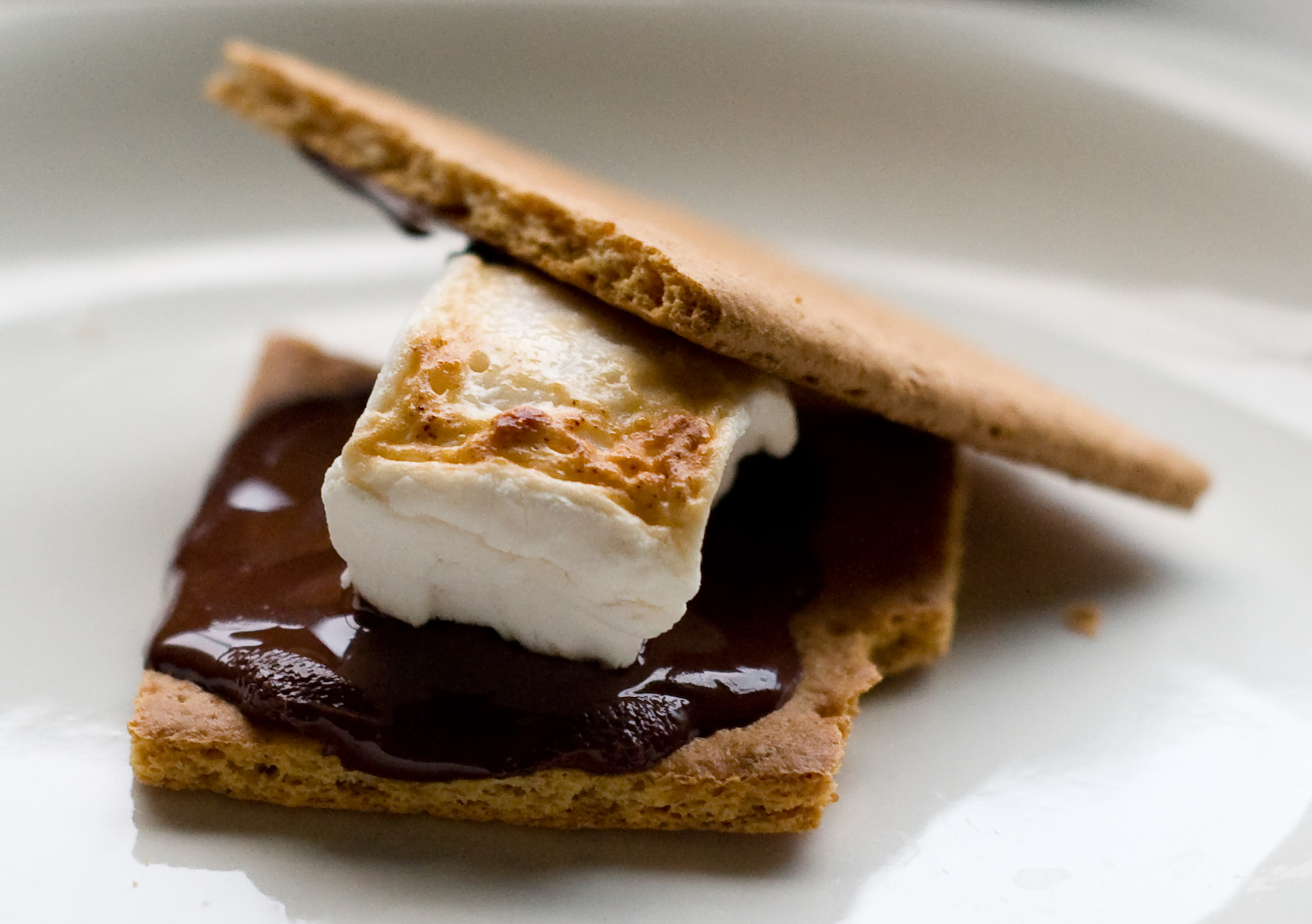
スモア
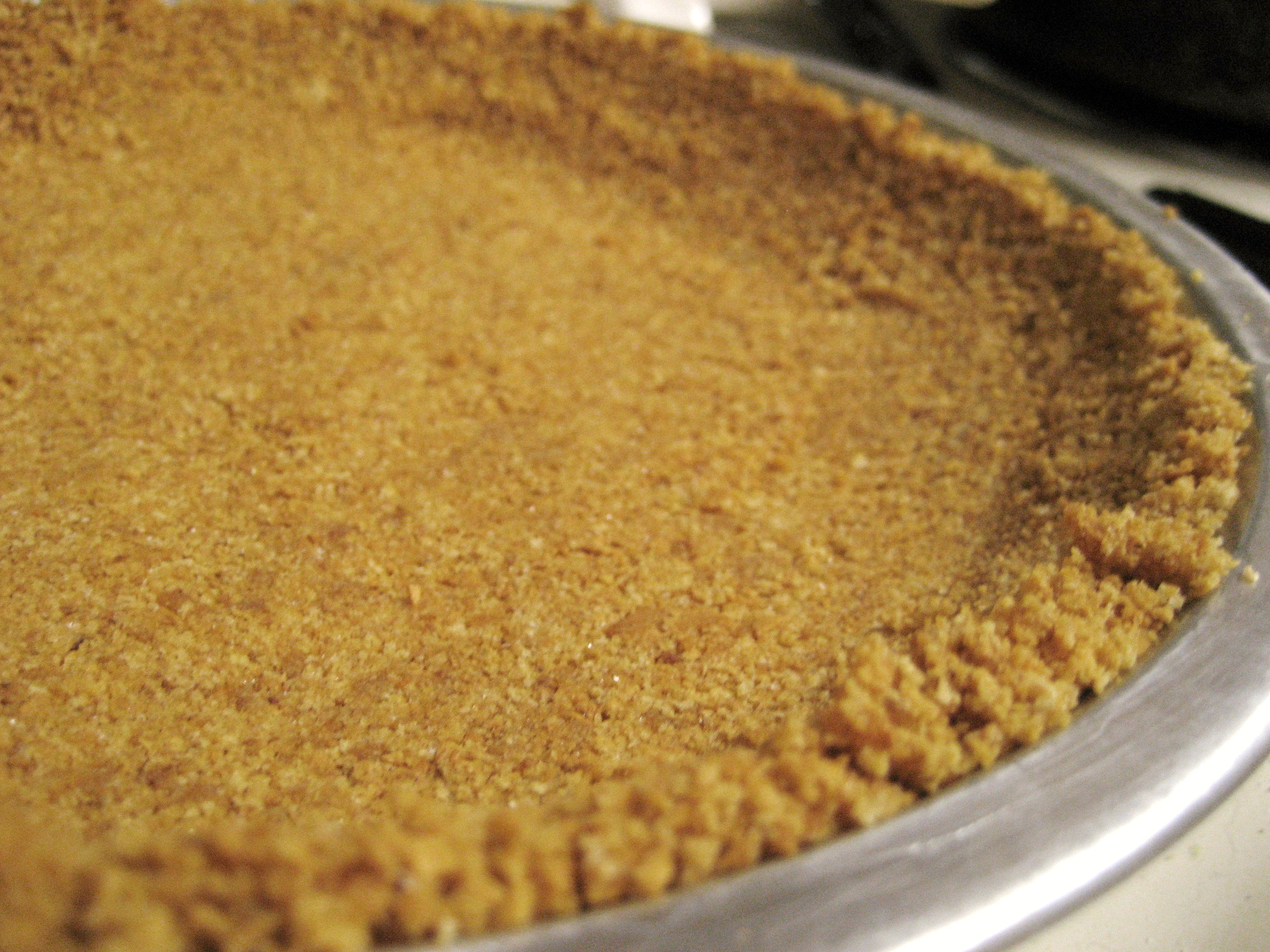
自家製のグラハム・クラッカー・クラスト
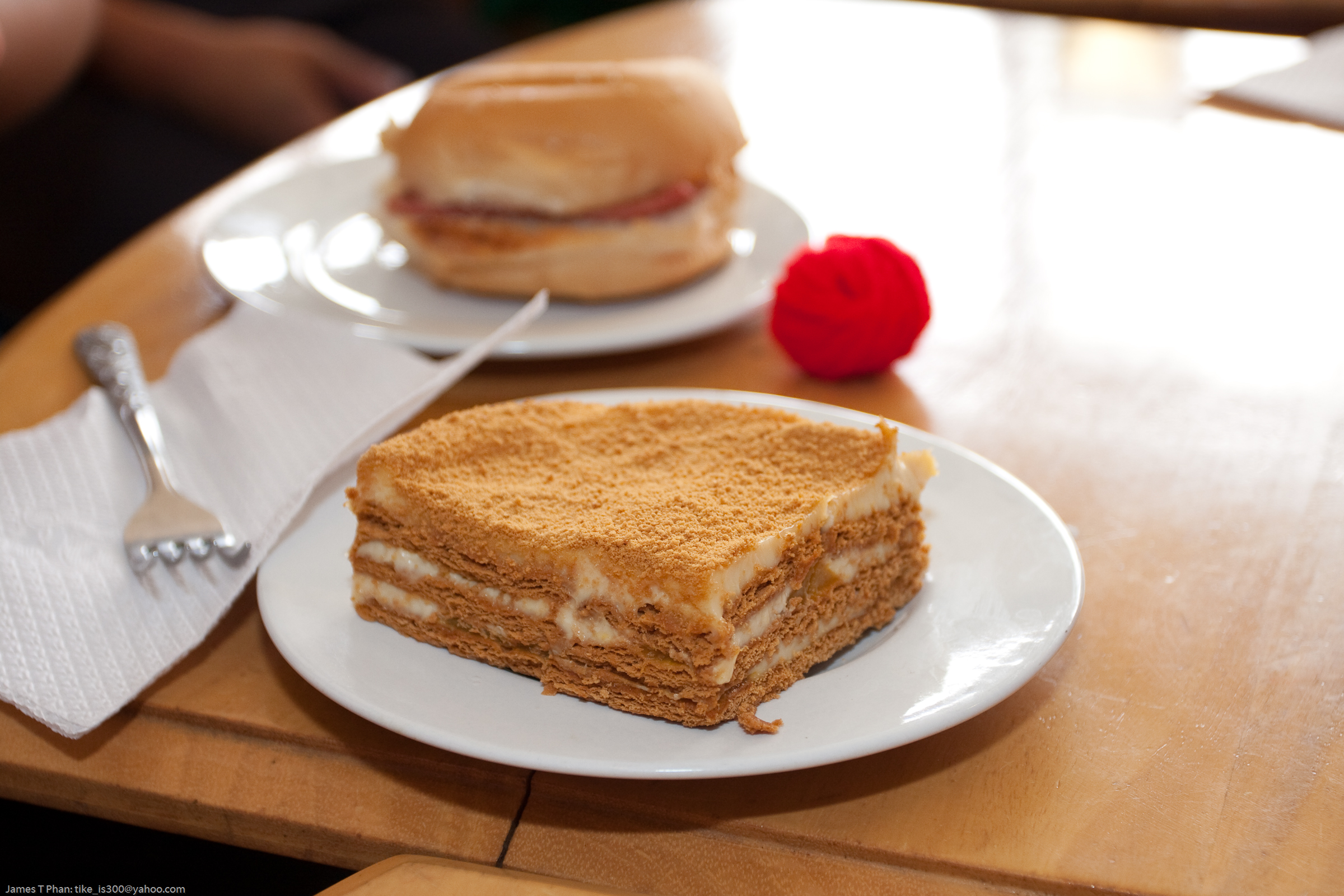
フィリピンのアイスボックスケーキであるマンゴー・フロートにはグラハム・クラッカーが使われている